# 延斯·斯泰
延斯·达尔斯高·斯泰（丹麥語：Jens Dalsgaard Stage；1996年11月8日—）是一位丹麦足球运动员，自2022-23赛季起效力于德甲俱乐部云达不来梅，并于2021年11月首次代表丹麦国家足球队出场。他在场上可胜任多个位置，包括边后卫、中场、攻击中场和前锋等。

## 俱乐部生涯
斯泰自幼便跟随奥胡斯工人体育俱乐部踢球，14岁时转投于利圣体育俱乐部至2013年，之后又效力于奥胡斯郊区的布拉布兰体育俱乐部，并跟随该俱乐部的成年组踢比赛。2016年1月，他加盟丹超俱乐部奥胡斯，但直到同年5月8日才在对阵中日德兰的联赛中首次亮相，于第84分钟替换迪诺·米卡诺维奇登场。2016-17赛季，斯泰获得了更多的出场机会，但鲜有担当首发。奥胡斯亦表现挣扎，必须参加保级季后赛，然后进入附加赛，最终才成功保级。斯泰于2017-18赛季逐渐企稳主力位置，主要司职右后卫或右中场。至2018-19赛季，他继续保住主力位置，全季仅缺席了两场比赛，每次都只是因为黄牌停赛，并且一直是首发十一人之一。斯泰与奥胡斯的合同于2019年夏天届满。
2019年7月1日，斯泰在拒绝了多家外国俱乐部的邀请后，与丹超班霸哥本哈根签订了一份为期五年的合同。双方签约后不久，即7月中旬，斯泰在奥胡斯的公寓便遭到破坏和纵火。据奥胡斯俱乐部表示，一个物体被扔进窗户，造成了“轻微的火灾”。哥本哈根俱乐部随即在其官方网站上声明与此次破坏行为划清界限。奥胡斯俱乐部向当地警方提供协助，后者在案发后开始进行调查。根据丹麥廣播公司的说法，由于火势在点燃不久后熄灭，公寓没有受到重大损害。奥胡斯俱乐部主席雅各布·尼尔森则在官方网站上表示，如果肇事者“被确定证明与我们的球迷群体存在某种联系，那么除了民事判决外，他们还将被终身禁止观看奥胡斯的所有比赛”。
2019年7月14日，斯泰在2019-20赛季丹超首轮客场以3比2战胜欧登塞的比赛中首次代表哥本哈根亮相，于第69分钟替换羅伯特·斯科烏登场。随后，他逐渐争取到主力位置，曾出任中场、右中场和左中场。同年9月19日，斯泰又完成欧洲赛事首秀，在以1比0战胜瑞士球队卢加诺的欧足联欧洲联赛分组赛中首发出场。
三年后，德甲升班马云达不来梅于2022年6月29日确认签下斯泰，但未披露合同期限。丹麦小报《号外杂志》报道称，向哥本哈根支付的转会费为4,500万丹麦克朗（600万欧元），而各种附加奖金可能使最终金额达到6,000万克朗（800万欧元）。有德国媒体则表示，斯泰签署了一份为期四年的合同，转会费为400万欧元加奖金。

## 国家队生涯
斯泰曾代表丹麦18岁以下国家足球队踢过一场比赛。2018年8月，他首次入选丹麥21歲以下國家足球隊备战对阵芬兰和立陶宛的欧洲U-21足球锦标赛预选赛，并于同年10月完成首秀。他随U-21国家队获得了参加在意大利和圣马力诺举行的2019年歐洲U-21足球錦標賽资格，并在这项赛事的一场分组赛中出场。2021年11月15日，斯泰首次获得丹麦国家足球队的征召，在对阵苏格兰的世界杯外围赛中替补登场。